# アゲハ (MUCCの曲)
「アゲハ」は、MUCCの19枚目のシングル。2008年8月27日発売。発売元はユニバーサルミュージック。

## 概要
- 通常盤・初回限定盤の二種リリース。初回盤にはDVD付。
- DVDにはYUKKEがミヤに対して仕掛けたドッキリ企画「憧れのロックスター」の特典映像を収録。
- PV監督は野田智雄。
- L'Arc〜en〜CielのKenプロデュース第一弾作品。ムック側からオファーがあったわけではなく、「アゲハ」のデモ音源をたまたま聴いたKenが自らプロデュースを引き受けたとのこと。

## 収録曲

### 通常盤
1. アゲハ (4:00)
（作詞・作曲：逹瑯・ミヤ、編曲：逹瑯・ミヤ・Ken）
  - 歌詞やサウンド面において、Kenの意見を多く採用している。
  - アメリカ・ツアー中に作られた曲。アメリカでのライブフェス「Taste of CHAOS」で影響を受けたことから、ヘヴィメタル色の強い一曲となっている。
2. コンクリート082 (5:59)
（作詞・作曲・編曲：ミヤ）
  - 「ベースが目立つ曲にしたい」というミヤの考えから生み出された曲。

### 初回限定盤
- CD

1. アゲハ (4:02)
2. 青い森 (5:02)
（作詞：ミヤ、作曲：ミヤ・SATOち、編曲：ミヤ・Ken）
  - 元々『極彩』期に出来ていた楽曲。収録するにあたり、原曲を大幅にアレンジした。

- DVD

1. 憧れのロックスター